# Nikon Speedlight

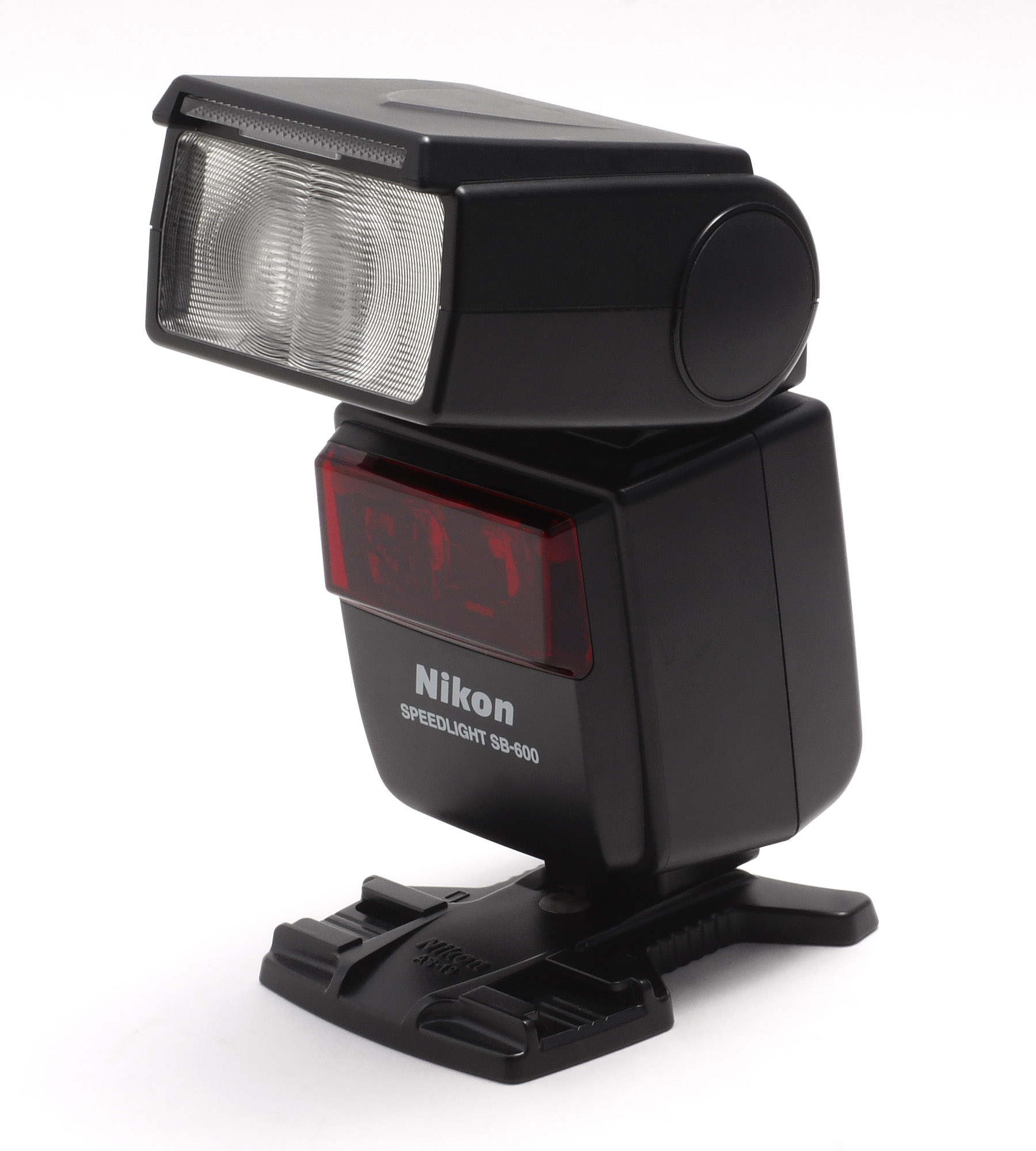
Flash Nikon Speedlight SB-600.

Speedlight est la marque utilisée par Nikon Corporation pour ses flashs photographiques, depuis l'introduction par la société des flashs stroboscopiques (en) dans les années 1960. Les flashs autonomes de Nikon (ceux qui ne sont pas intégrés aux appareils photo de la société) portent le préfixe SB- dans la désignation de leur modèle. Les flashs Speedlight actuels et d'autres accessoires Nikon font partie du système d'éclairage créatif (CLS ou en anglais : Creative Lighting System) de Nikon, qui comprend l'éclairage sans fil avancé (en anglais : Advanced Wireless Lighting), qui permet à divers appareils photo Nikon de contrôler plusieurs flashs Nikon dans un maximum de trois groupes contrôlés distincts en envoyant des signaux de pré-flash codés à des unités esclaves.
Les concurrents de Nikon, tels que Canon et Ricoh, utilisent le nom similaire Speedlite (en) pour leurs flashes. Les deux noms indiquent que les flashs stroboscopiques produisent des éclats de lumière beaucoup plus courts et plus intenses que les systèmes d'éclairage photographiques antérieurs, tels que les ampoules flash ou les lampes continues utilisées dans certaines situations de studio.

## Généralités
Le nom Speedlight a été introduit par Nikon en février 1969 avec le premier flash électronique SB-1, afin de le distinguer de la technologie précédente des flashs à ampoule. Depuis, près de 40 modèles différents ont été présentés au total, dont certains destinés à des applications spéciales comme les flashs macro, annulaires et sous-marins. Des accessoires tels que des packs de piles, des diffuseurs ou des adaptateurs grand angle sont également proposés.

## Modèles
Les unités Speedlight de Nikon sont (mise à jour réalisée le 15 septembre 2014) :
- SB-1 (abandonné)
- SB-2 (abandonné, c. 1970)
- SB-3 (abandonné, c. 1970)
- SB-4 (abandonné, c. 1971)
- SB-6 (abandonné, c. 1965)
- SB-7E (abandonné, c. 1974)
- SB-8E (abandonné, c. 1975)
- SB-9 (abandonné, c. 1978)
- SB-10 (abandonné, c. 1978)
- SB-E (abandonné, c. 1979)
- SB-11 (abandonné, c. 1980)
- SB-12 (abandonné)
- SB-14 (abandonné)

- SB-15 (abandonné)
- SB-16 (abandonné)
- SB-17 (abandonné, c. 1983)
- SB-20 (abandonné)
- SB-22 (abandonné)
- SB-22s (abandonné)
- SB-23 (abandonné)
- SB-24 (abandonné)
- SB-25 (abandonné)
- SB-26 (abandonné)
- SB-27 (abandonné)
- SB-28 (abandonné)
- SB-29 (abandonné)
- SB-30 (abandonné)

Unités D-TTL
- SB-28DX (abandonné)
- SB-50DX (abandonné)
- SB-80DX (abandonné)

Unités i-TTL
- SB-300 (abandonné, 2013)
- SB-400 (abandonné)
- SB-500 (2014)

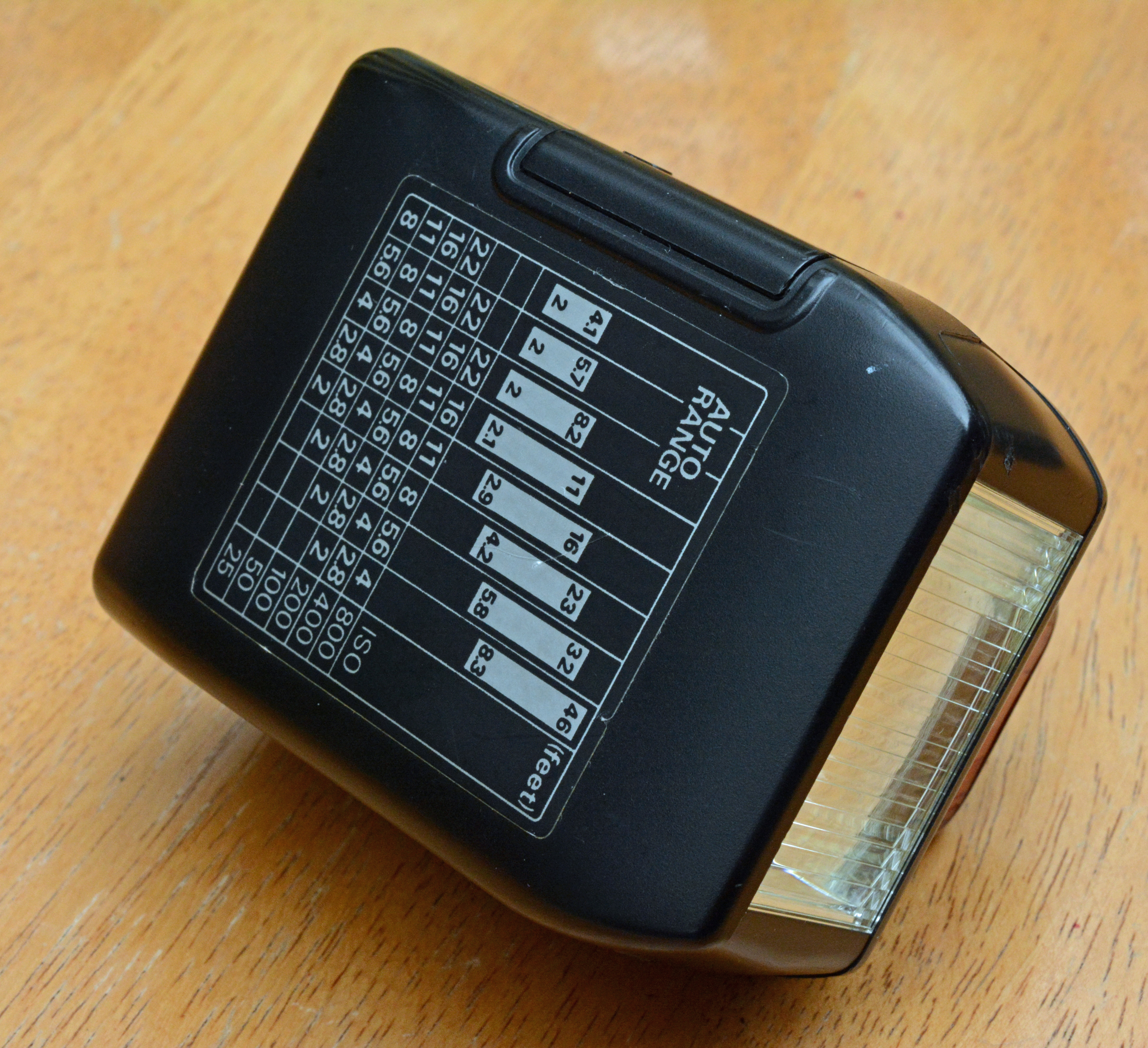
Nikon SB-23 Speedlight flash unit, avec échelle de distance pour les combinaisons ISO & f/stop.

- SB-600 (abandonné, 28 janvier 2004)
- SB-700 (15 septembre 2010)
- SB-800 (abandonné, 22 juillet 2003)
- SB-900 (abandonné, 01 juillet 2008)
- SB-910 (30 novembre 2011)
- SB-N5

### Flash sous-marin
- SB-101,SB-102, SB-103, SB-104, SB-105 : flashs sous-marins compatibles du boîtier sous-marin argentique Nikonos et de nombreux caissons

Le connecteur électrique étanche est devenu à 3 contacts (flash électronique manuel) et à 5 contacts (flash électronique TTL argentique).

### Modèles compatibles avec le dernier système i-TTL
Modèles actuels (nombre guide à 100 ISO, format 35 mm) :

#### SB-300 et SB-N7
(NG 59 ft, 18 m @ 27 mm)
Le dernier petit flash à monter sur le sabot Nikon qui remplace le SB-400. Il est moins puissant que le SB-400 et utilise des piles AAA. Le SB-300 est dérivé du modèle SB-N7, le même flash sorti précédemment pour le Nikon 1 au lieu de la griffe ISO 518:2006. Le SB-300 et le SB-N7 ont tous deux une tête de "rebond" à angle variable jusqu'à 120 degrés, mais n'ont pas de pivotement horizontal.

#### SB-400 (abandonné)
(NG 69 ft, 21 m @ 27 mm)

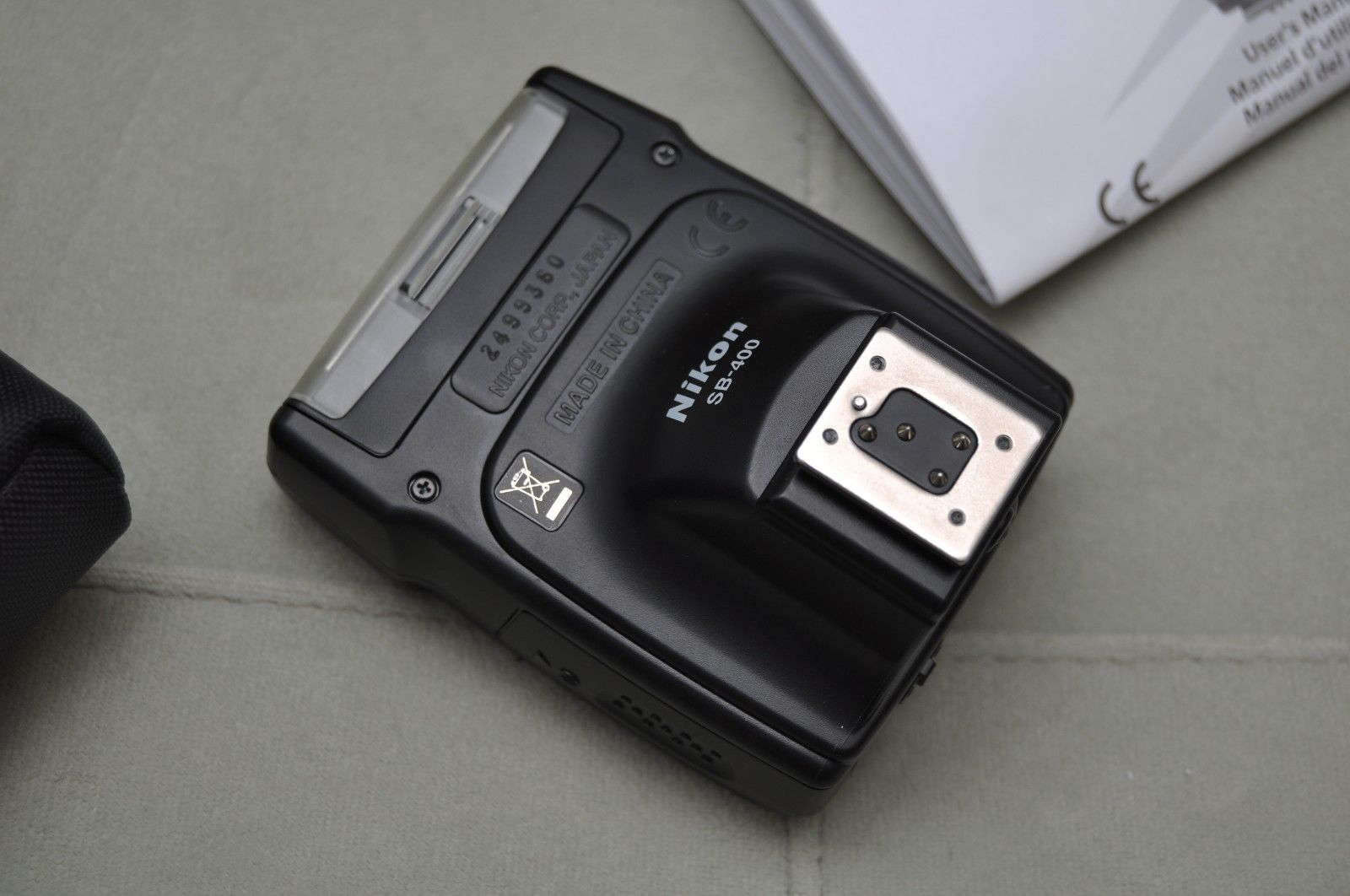
Flash Nikon SB-400.

Le modèle SB-400 est un flash monté sur sabot, léger et très compact, alimenté par seulement deux piles AA. Il utilise un tube au xénon de 40 mm. Malgré sa petite taille, le SB-400 est un flash très performant, doté d'une tête "rebond" à angle variable (jusqu'à 90 degrés). La tête n'a pas le mouvement d'inclinaison qui est commun aux flashes plus grands. Le SB-400 ne peut pas être utilisé en mode esclave ou maître dans le système CLS de Nikon. Il pèse 127 g (sans les piles) et est principalement fabriqué en Chine.

#### SB-500
(NG 24 m à ISO 100)
Le modèle  Nikon SB-500  est un flash monté sur sabot, léger et très compact, avec une couverture pour un objectif de 24 mm sur un appareil photo FX ou un objectif de 16 mm sur un appareil photo DX et combiné avec une LED de 100 lux pour la lumière vidéo, alimenté par seulement deux piles de taille AA. Le SB-500 est un flash très performant doté d'une tête "rebond" à angle variable (jusqu'à 90°) et d'une rotation de 180° pour des effets d'éclairage doux. Le flash fait partie du système d'éclairage créatif (CLS) de Nikon avec un contrôle à deux groupes/deux canaux et dispose du mode d'exposition intelligent-TTL (i-TTL).

#### SB-600 (abandonné)
(NG 98 ft, 30 m @ 35 mm)
Modèle de milieu de gamme - pèse environ 300 g sans 4 piles AA
Le modèle Nikon SB-600 est un flash fabriqué par Nikon pour ses appareils photo reflex mono-objectif numériques et argentiques. Le SB-600 peut être monté sur n'importe quel appareil photo Nikon équipé d'un sabot à quatre broches. Le SB-600 ne peut pas contrôler d'autres flashes par le biais d'une connexion sans fil, mais un contrôleur maître de flash peut le commmander sans fil. Le SB-600 fait partie du système d'éclairage créatif (CLS) de Nikon et dispose du mode d'exposition intelligent-TTL (i-TTL).
Ce modèle est le plus compatible avec les anciens modèles d'appareils photo argentiques et numériques tels que Nikon F5, F6 et D100, ainsi qu'avec tous les appareils photo récents.

#### SB-700
(NG 92 ft, 29 m @ 35 mm)

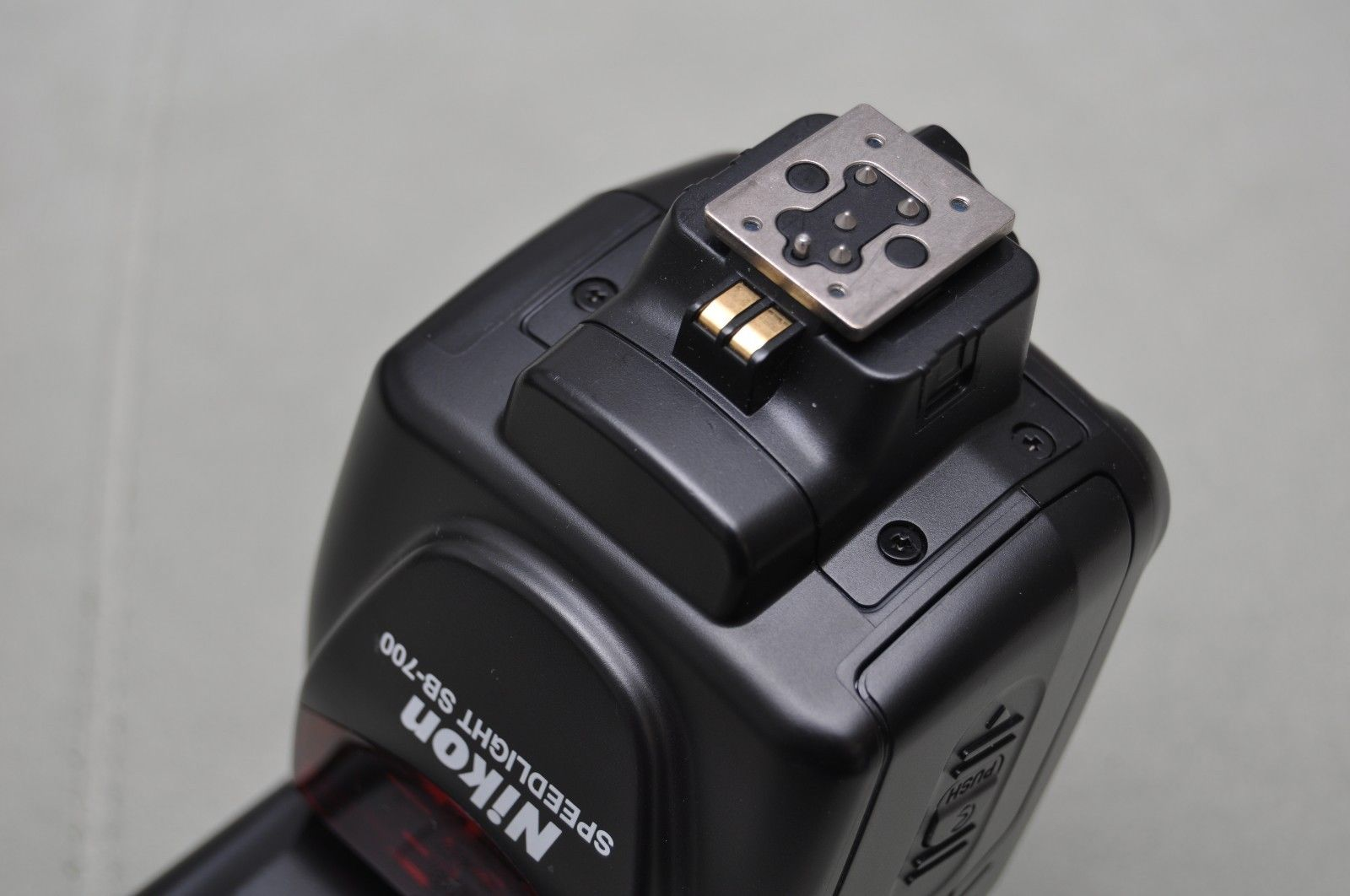
Vue du sabot avec ses contacts du flash Nikon Speedlight SB-700.

Le modèle SB-700 est une mise à jour de l'ancien modèle SB-600 avec une conception raffinée tant au niveau de l'électronique que de la mécanique. C'est un flash plus fiable et plus durable à bien des égards que le SB-600, à l'exception du pied en plastique de mauvaise qualité. Les professionnels considèrent l'accessoire comme une version compacte de la gamme SB-9XX qui prend en charge les fonctions maître et esclave. Il est doté d'une tête de zoom intérieure nouvellement conçue et d'une section de sabot de verrouillage identique aux modèles SB-900 et SB-910. Le SB-700 partage les mêmes caractéristiques et le même système de menus que les SB-900 et SB-910. Le SB-700 fait partie du système d'éclairage créatif (CLS) de Nikon et dispose du mode d'exposition intelligent-TTL (i-TTL). Il pèse environ 360 g sans 4 piles AA. Il est principalement fabriqué en Chine. Annoncé en septembre 2010 et disponible depuis octobre 2010.

#### SB-800 (abandonné)
(NG 125 ft, 38 m @ 35 mm)

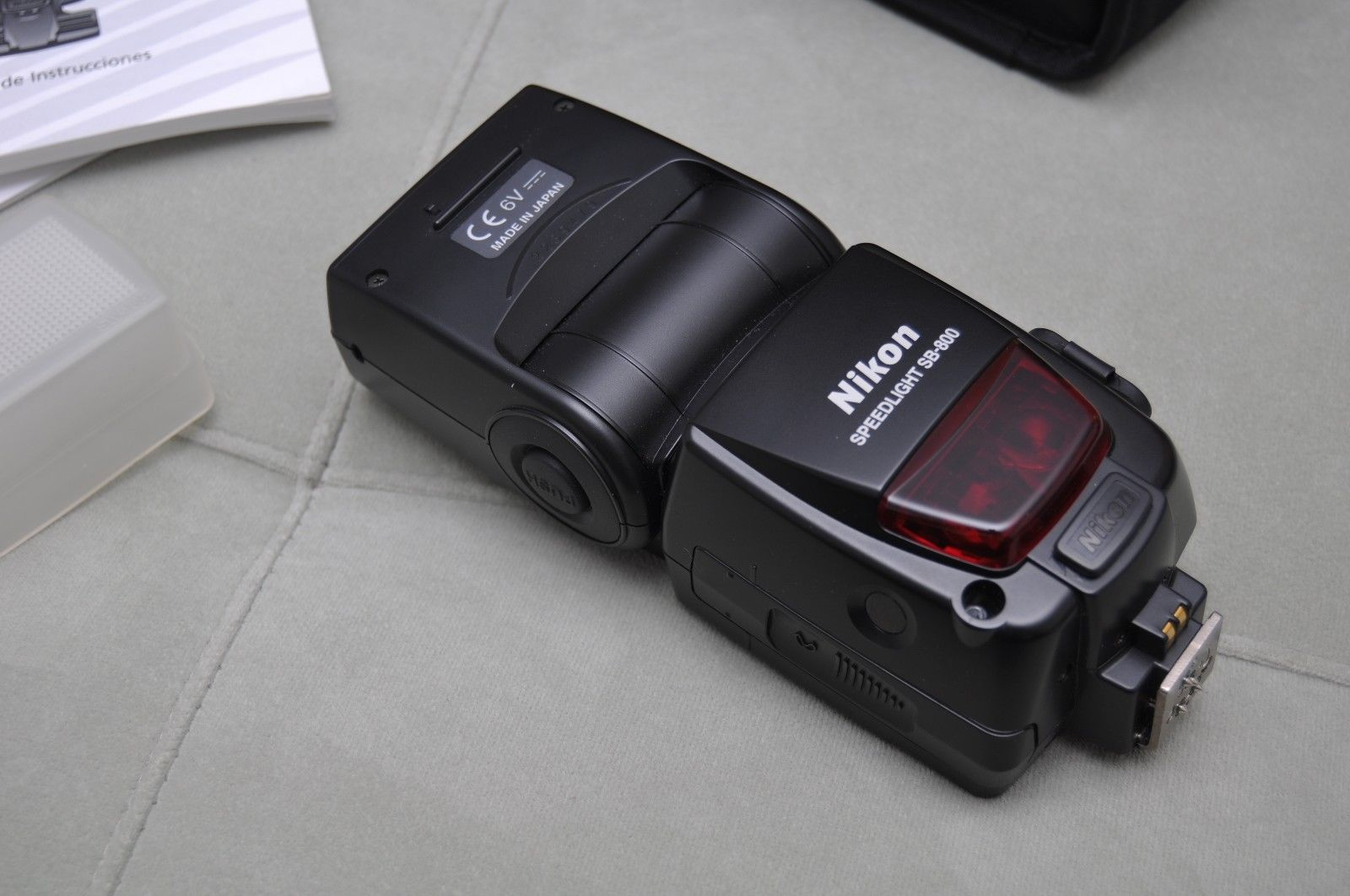
Flash Nikon SB-800.

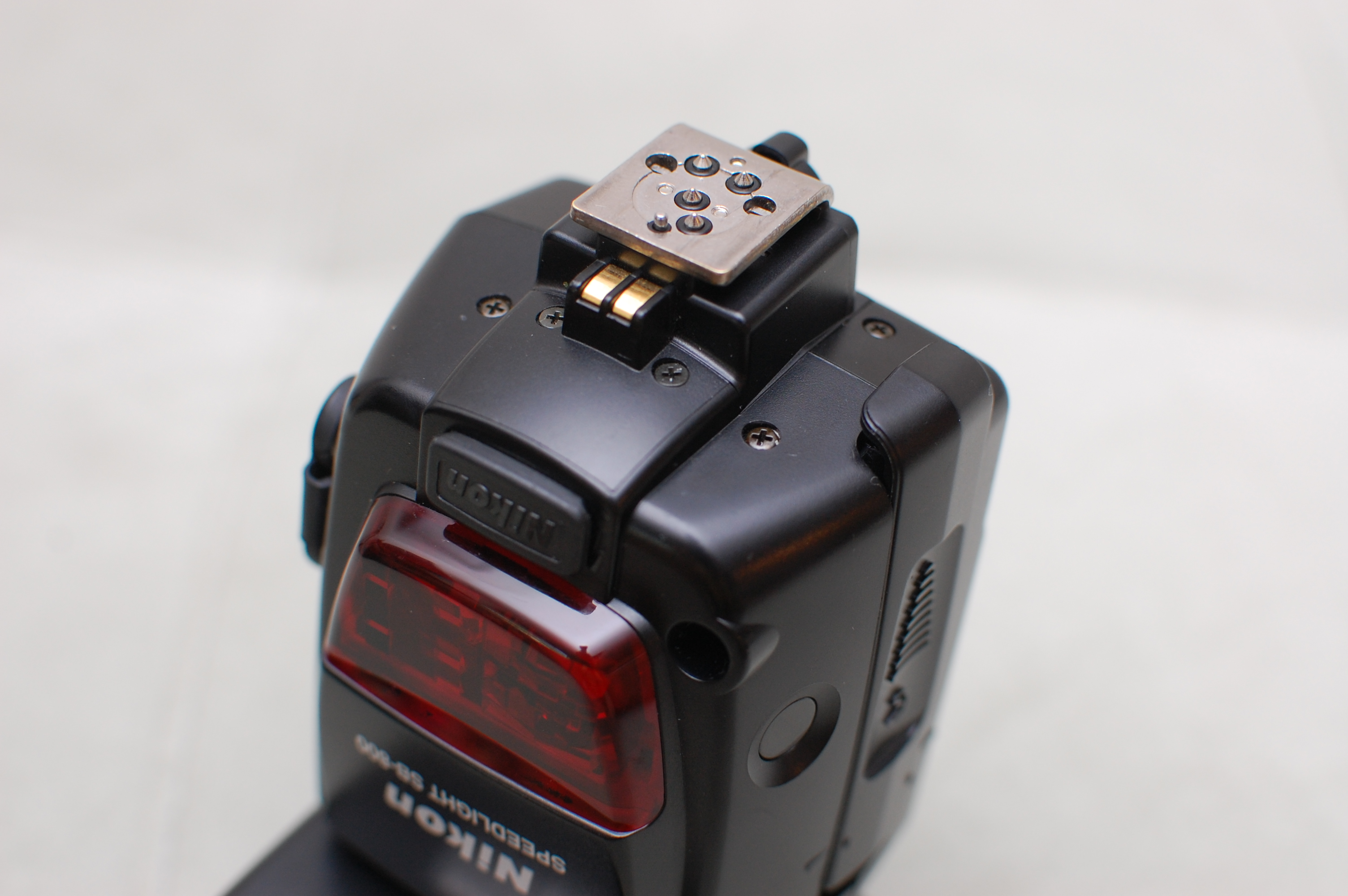
Vue du sabot avec ses contacts du Nikon SB-800.

Le modèle SB-800 est un modèle professionnel de très haute qualité qui pèse environ 350 g sans 4 ou 5 piles AA (cinquième pile optionnelle pour un recyclage plus rapide). Le Nikon SB-800 est un flash fabriqué par Nikon sur la base du modèle précédent SB-80DX pour leurs appareils photo reflex mono-objectif numériques et argentiques. Il possède des interfaces électroniques pour l' exposition automatique à travers l'objectif (TTL) et le zoom automatique pour correspondre aux longueurs focales des objectifs de 24 à 105 mm (équivalent 35 mm), plus 14 et 17 mm avec l'utilisation du diffuseur intégré ou 14 mm avec le dôme de diffusion externe Nikon, ainsi que la sensibilité du film dans la plage de ISO 3 à 8000 (25 à 1000 en mode TTL avec les appareils photo argentiques).
Son nombre guide est de 38 mètres / 125 pieds à 100 ISO et 35 mm, avec une portée maximale de 58 m lorsqu'il est réglé à 105 mm
.
Le SB-800 fait partie du système d'éclairage créatif (CLS) de Nikon et dispose du mode d'exposition intelligent-TTL (i-TTL). Il est compatible avec tous les appareils photo reflex (tels que les D2H, D2X, D3, D40, D50, D60, D70, D80, D90, D200, D300/s et F6), il peut être utilisé comme commande principale et comme flash à distance dans une configuration d'éclairage sans fil CLS. Il s'agit de l'une des unités haut de gamme de Nikon, dont le corps est doté d'articulations et de supports métalliques. Il est plus robuste que les nouveaux modèles tels que les SB-700, SB-900 et SB-910, qui sont susceptibles de se briser sous l'effet d'un choc en raison de leur base de montage en plastique non renforcé. Tous les appareils SB-800 sont fabriqués au Japon.
De nombreux professionnels le considèrent comme le flash le plus avancé par rapport à sa taille compacte. Le site Speedlights.net indique que « pour de nombreux photographes professionnels, ce flash reste le meilleur flash à sabot disponible aujourd'hui » avec une taille plus petite que son successeur, le SB-900, mais avec un nombre guide plus grand, 38 au lieu de 34
Il présente les caractéristiques suivantes, contrairement aux unités plus récentes :
- Pied métallique d'une seule pièce (emprunté au SB-80DX)
- Conception compacte du boîtier
- option pour l'emploi d'une cinquième pile AA
- Puissance NG élevée (identique à celle du SB-80DX)
- Bouton dédié à la lampe pilote

#### SB-900 et SB-910 (abandonné)
(NG 111 ft, 34 m @ 35 mm)

Le modèle SB-900 est un modèle professionnel de grande taille sorti le 30 juin 2008, pesant environ 415 g. Il s'agit d'un flash fabriqué par Nikon pour ses appareils photo reflex mono-objectif numériques et argentiques, sorti le 30 juin 2008. Il dispose d'interfaces électroniques pour l'exposition automatique TTL et le zoom automatique afin de s'adapter aux longueurs focales des objectifs de 17 à 200 mm (équivalent 35 mm) et de 12 à 200 mm au format Nikon DX. Par rapport au SB-800, le SB-900 présente les caractéristiques suivantes :
- Écran LCD à matrice de points plus grand
- Chargement silencieux grâce à un transformateur fin et à des circuits intégrés de microcontrôleur améliorés
- Bouton d'alimentation et de sélection maître/esclave dédiés
- Bouton de sélection maître/esclave et d'alimentation dédiés
- Mécanisme de verrouillage de la griffe nouvellement conçu et plus serré
- Tête de flash plus grande avec plus de capteurs pour diverses fixations
- Tête de zoom interne de conception nouvelle avec une plus grande distance
- LED d'assistance à la mise au point AF frontale à trois éléments
- Nouveau design de la trappe à piles (avec ajout d'un bouton de verrouillage sur le SB-910, similaire au SB-700).

Le SB-900 fait partie du système d'éclairage créatif (CLS) de Nikon et dispose du mode d'exposition intelligent-TTL (i-TTL). Avec les appareils photo reflex compatibles (tels que les D40, D40x, D50, D60, D70, D70s, D80, D5000, D90, D200, D300, D700, D7000, D2h, D2hs, D2x, D2xs, D3, D3x et F6) peut être utilisé en tant que commandant principal et flash à distance dans une configuration d'éclairage sans fil CLS.
Depuis novembre 2011, le SB-900 a été remplacé par le SB-910 qui est techniquement très similaire à l'ancien modèle. Il n'y a que des changements mineurs comme le bouton poussoir sur le couvercle de la batterie, les boutons de fonction semi-transparents, l'étui souple redessiné, les différents accessoires et le circuit de coupure thermique réajusté pour éviter les arrêts prématurés. En ce qui concerne le niveau de puissance, l'apparence, la mécanique interne et la conception du circuit imprimé, les deux appareils sont identiques. Tous les SB-900 et SB-910 sont fabriqués au Japon.

#### SB-5000
(GN 113 ft, 34.5 m @ 35 mm)
Le flash Nikon SB-5000 est le premier modèle doté d'une communication radio 2,4 GHz pour les modes esclave et maître. Il pèse 420 g, soit un peu plus que les SB-9XX. Le système de menus est similaire à celui des séries SB-700 et 9XX. Il utilise un écran à matrice de points avec un éclairage LED, contrairement à l'éclairage EL des séries SB-700 et 9XX. Le bouton de modélisation fait son retour. Il est légèrement plus puissant que les modèles précédents, mais reste moins puissant que le SB-800. La tête contient un ventilateur qui s'active après une courte période d'utilisation pour éviter la surchauffe. Cette fonction permet d'obtenir des éclairs plus fréquents et consécutifs sans problème de chaleur.

## Accessoires sans fil
- R1C1 : système de prise de vue rapprochée sans fil
- SB-R200 : unité sans fil (NG 33 ft, 10m @ 24mm)
- SU-800 : commande de flash sans fil - pas de flash, contrôle d'autres unités de flash

## Galerie

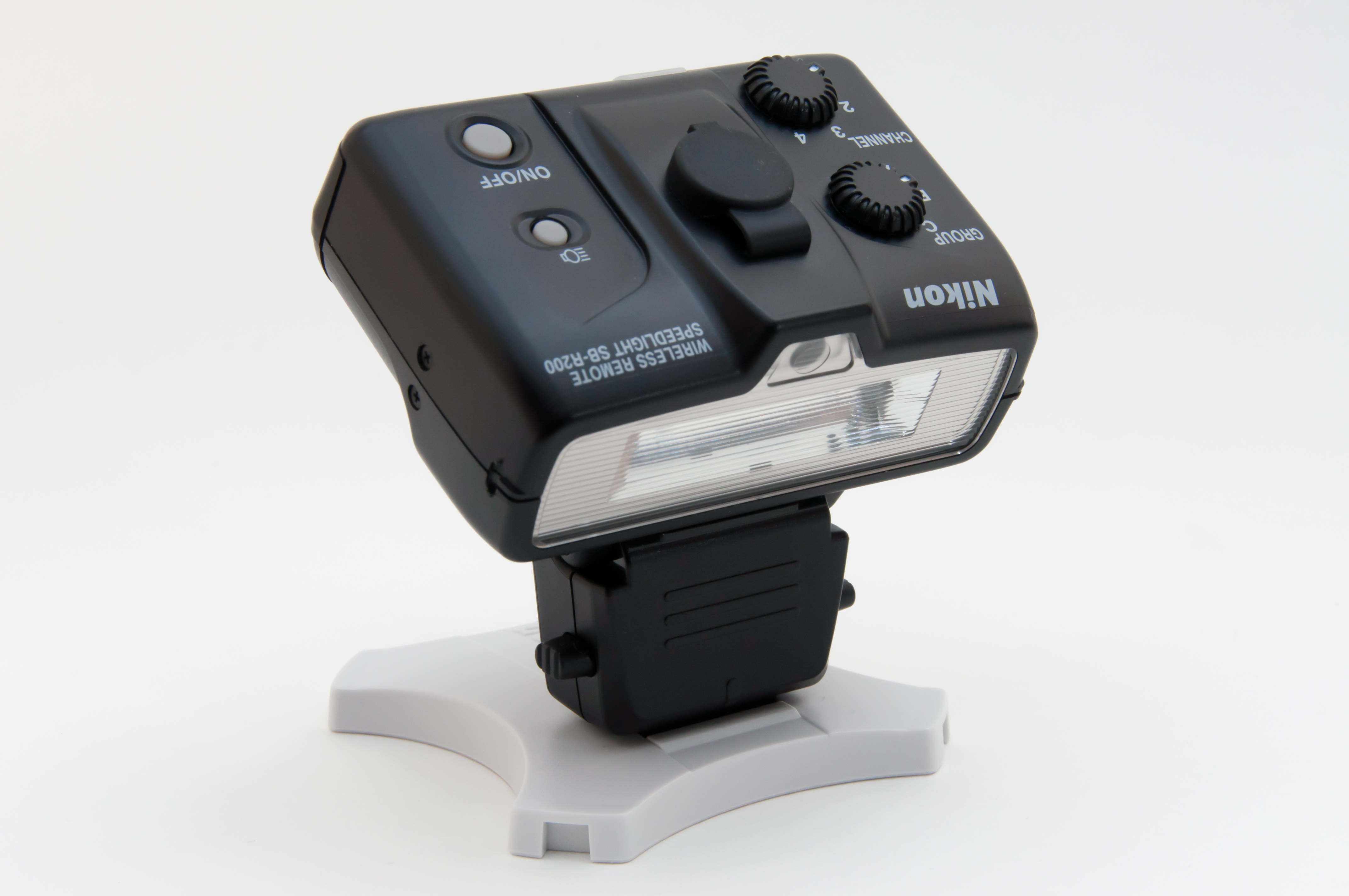
Nikon SB-R200 Wireless Speedlight, liaison sans fil.
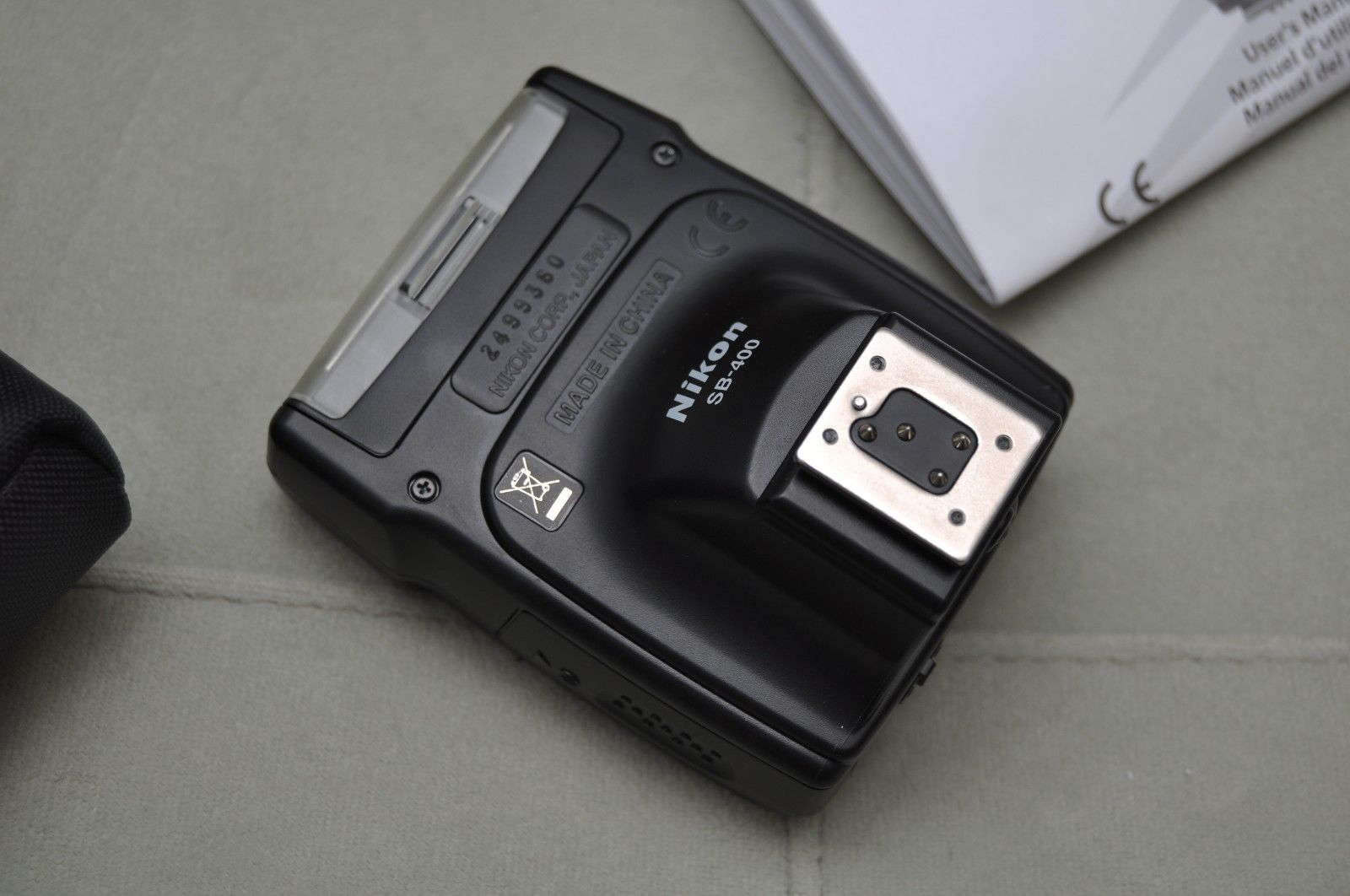
Flash Nikon SB-400.
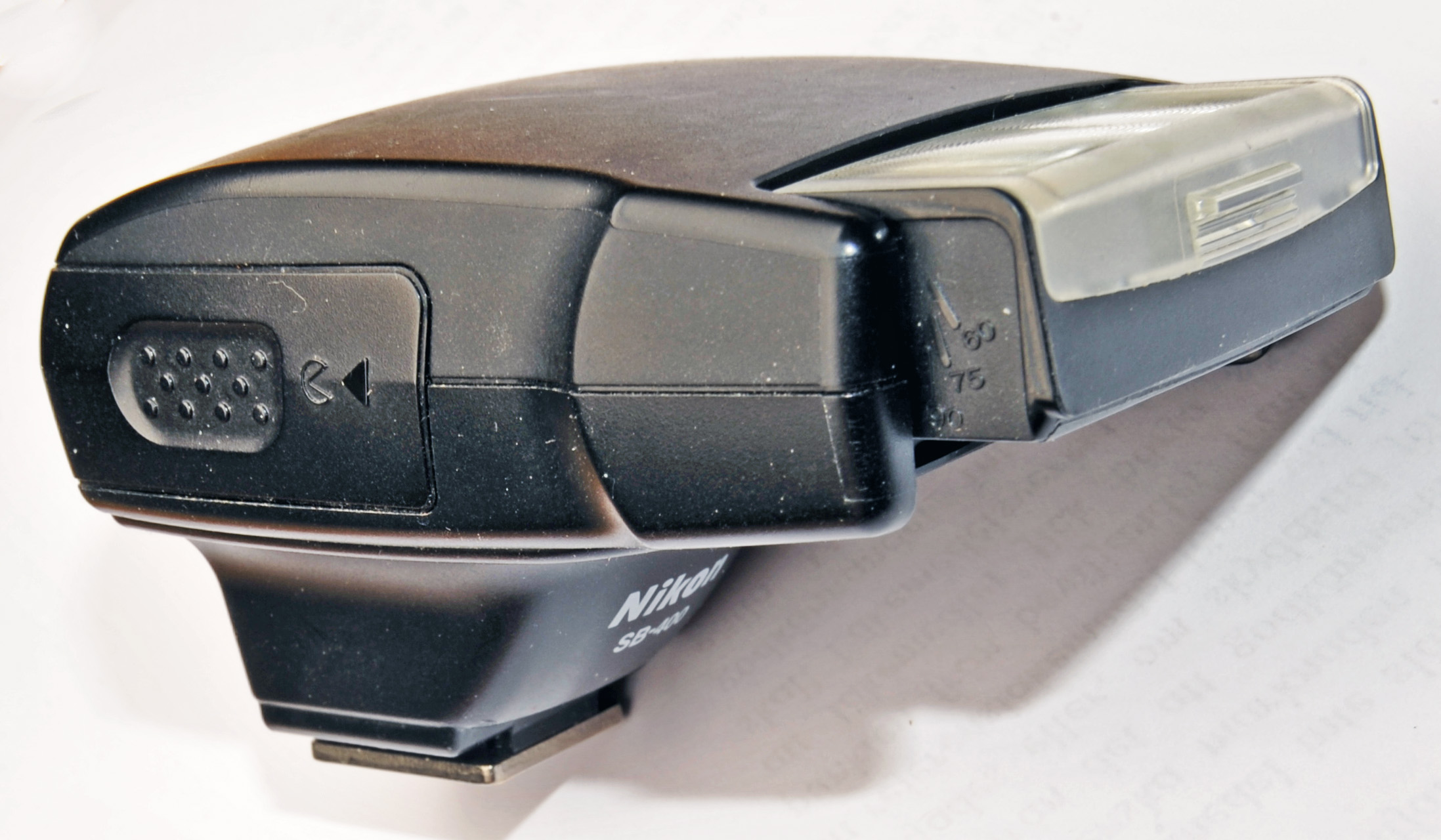
SB-400 - Le flash le plus simple et le plus léger de Nikon.
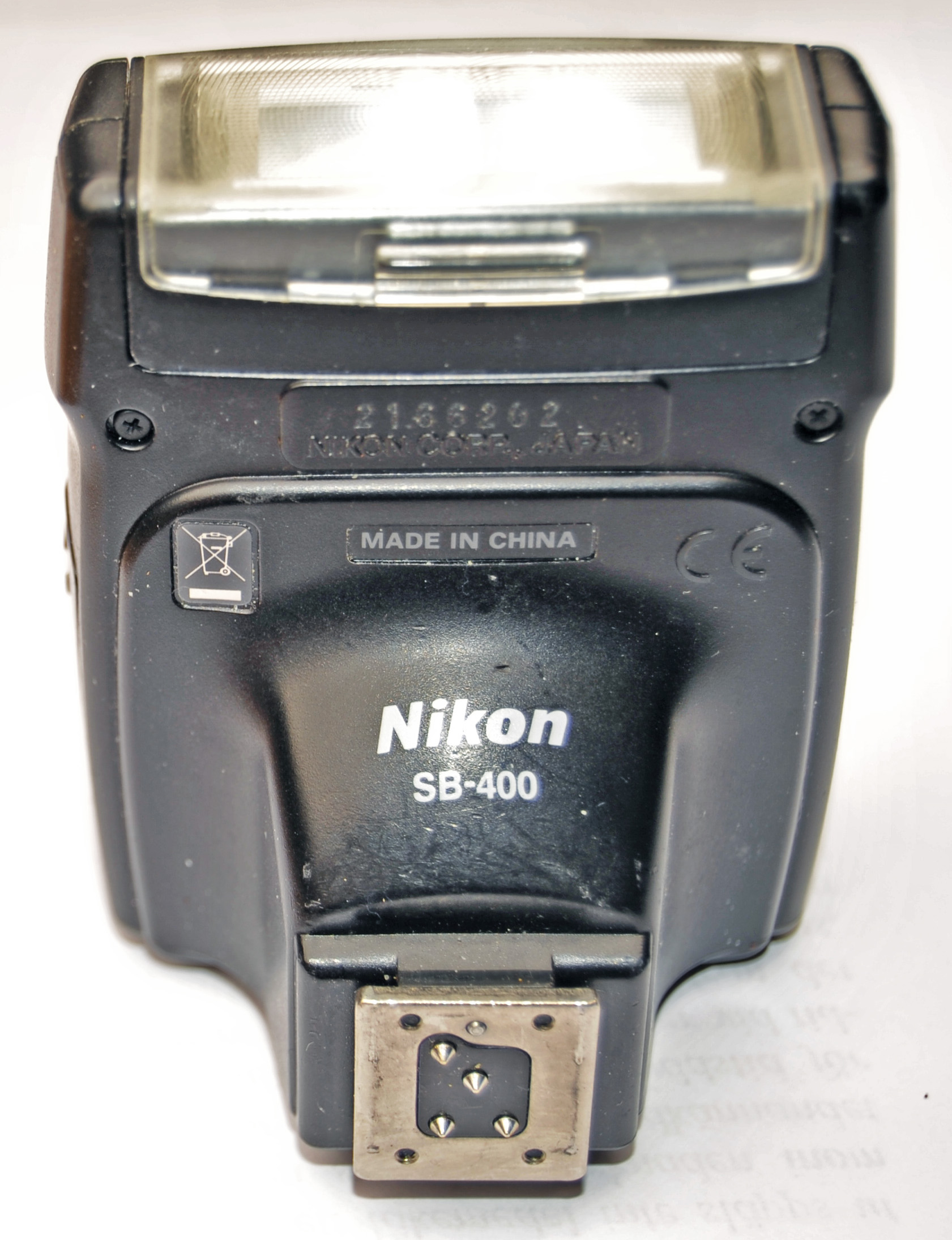
Le SB-400 est limité à un angle vertical, pas de pivotement possible.

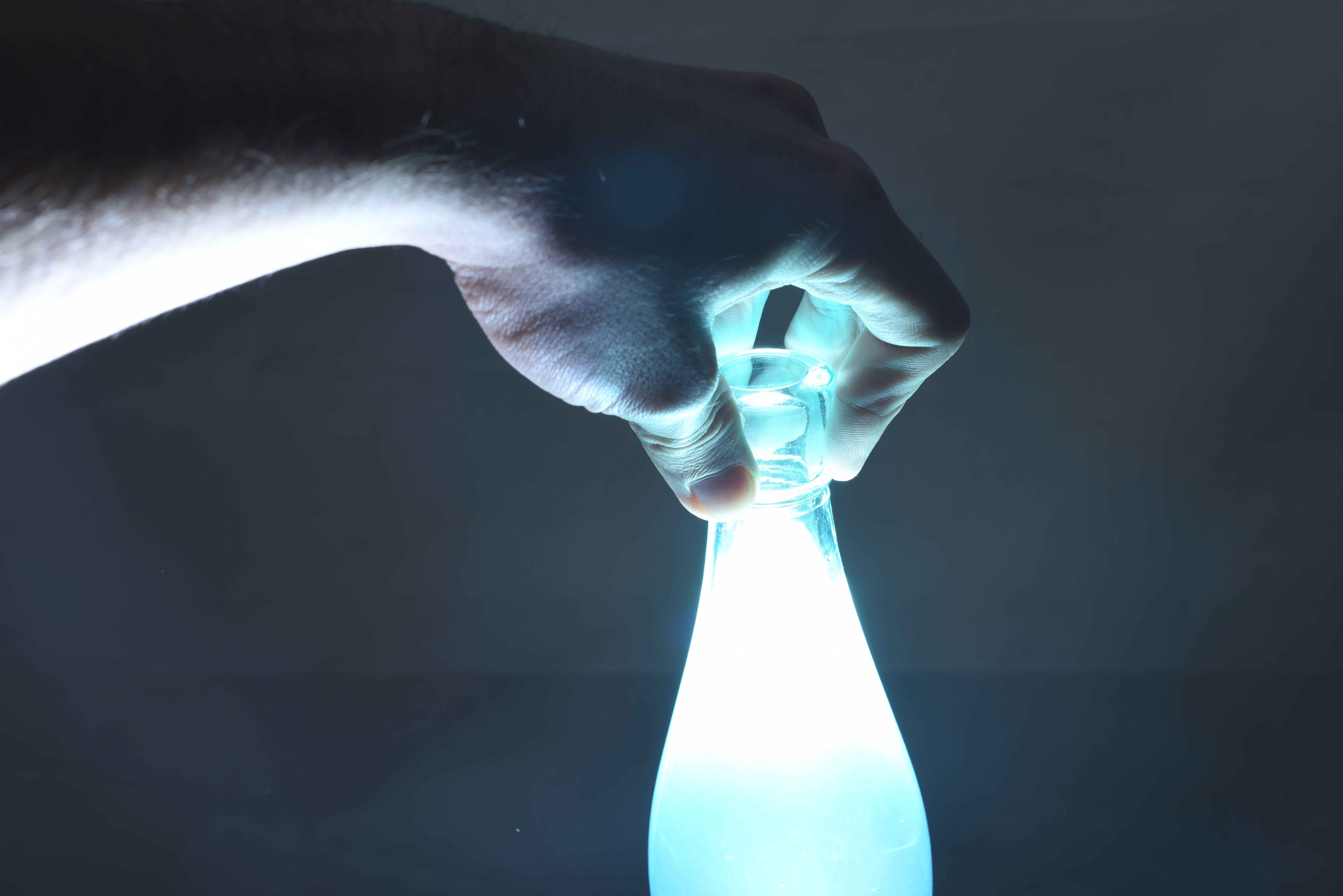
Les flashs Speedlite peuvent être déclenchés sans fil pour obtenir divers effets d'éclairage. Ici, un flash Speedlite a été placé derrière la bouteille pour lui donner un éclat.

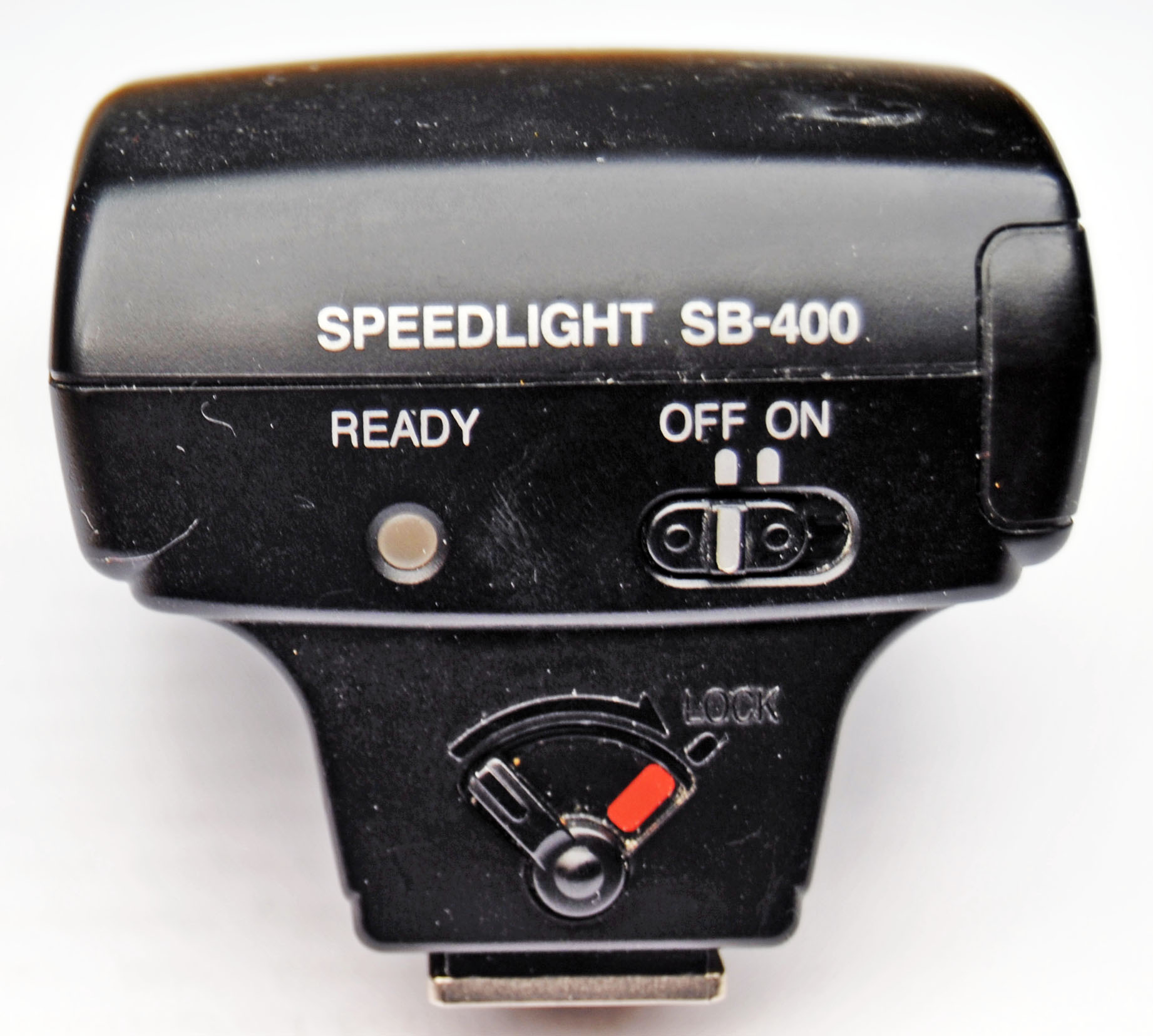
SB-400, vue de dos.